# Walter Laureysens
Walter Laureysens, pseudoniem Walterell (Antwerpen, 4 november 1948) is een Vlaams striptekenaar. Na zijn studies op de Academie voor Schone Kunsten te Antwerpen werd hij medewerker van Studio Vandersteen en schetste in totaal 197 albums voor de Duitse Bessy-reeks. Als freelancer illustreerde hij voor verschillende educatieve uitgeverijen. Toen in 1978 een medewerker van het tijdschrift Essef hem voorstelde om voor dat blad een strip te ontwerpen, bedacht hij de serie Killroy was here. Inspiratie voor het plot vond Laureysens in het tijdschrift Bres. Sinds 2004 herwerkt hij de serie tot ongeveer acht albums, en geeft ze uit in eigen beheer. Met de uitgave in 2022 van de trilogie Miss Greene, besloot Laureysens zijn tijdperk als striptekenaar af te sluiten.

### Killroy was here
- 1 Het oog van de maker
- 1.0 Prinses van Paladan
- 2 De ark van Teragh
- 3 De anderen
- 4 De ijsmaan Leng
- 5 De droom van Donar
- 6 De poel van het zicht
- 7 Het zwaard in de steen
- 8 De gift van Asmodeus

### Miss Greene
- 1 Outlaws en Amazones
- 2 Bestemming Calais
- 3 Doelwit IFRL

- International Standard Name Identifier: 0000 0003 9353 9592
- Nederlandse Thesaurus van Auteursnamen: 069054037
- Virtual International Authority File: 287836002
- WorldCat: E39PBJtcFvTf36y3tPKJbkHBfq